# Себастьєн Бонетті
Себастьєн Бонетті (фр. Sébastien Bonetti; 22 вересня 1977, Бержерак) — французький регбіст.

## Спортивна кар'єра
Себастьєн Бонетті розпочав свою кар'єру в клубі Біарріц. У 2006 році, перейшов до Безьє Еро. Себастьєн 40 раз брав участь у різних змаганнях з регбі. 18 разів грав разом з командою Біарріц, Безьє та Ажен (кубок Хайнекен); 6 раз з Біарріц, Безьє, Ажен та Брів (Європейський кубок з регбі).
Свій перший тестовий матч Себастьєн зіграв 3 березня 2001 року проти Італії, а останній — 30 червня 2001 в матчу проти збірної Нової Зеландії.

## Досягнення
Кубок Хайнекен
- Чемпіон: 2000